# 대형마트 영업시간 및 의무휴업일 규제
대형마트 영업시간 및 의무휴업일 규제는 2012년부터 실시된 대한민국에서 대형마트 영업시간과 의무휴업일에 대한 규제에 관련된 문서이다.

## 유통산업발전법 개정
2012년 3월 유통산업발전법이 개정되어 지자체들은 대형마트 의무휴업 조항이 신설됨에 따라 '자치단체장은 0시∼오전 8시까지 영업시간을 제한하고 매월 둘째·넷째 주 일요일을 의무휴업일로 지정해야 한다'는 내용의 조례를 공포하고 대형마트의 영업을 규제했다.

대형마트 영업시간 및 의무휴업일 규제에 찬성하는 입장은 다음과 같다.[2]
1. 대형마트의 영업 규제가 전통시장 매출에 도움이 된다.
2. 대형마트 근로자 휴식 보장.
3. 경제 민주화와 경제 주체의 공정한 생존권
4. 법원이 일선 지자체 조례의 공익적 취지 존중해야함

반면 반대쪽에서는 다음과 같은 논리를 내세운다.[2]
1. 대형마트, 전통시장 매출 동반 감소. 즉, 규제의 효과 없음
2. 소비자 선택 권리 침해로 쇼핑 기회 박탈 피해가 큼
3. 지역 특성 고려 없는 일괄 규제로 지역경제 타격
4. 세계무역기구(WTO) 서비스 규제 제한 협정 위배
행정소송 진행 상황
1심
2013년 9월 법원은 대형마트 영업제한을 적법하다고 판결했다. 이는 공익 달성을 위해 규제가 필요하고 지자체 재량권의 남용이 아니라고 봤기 때문이었다.[1]
항소심
2014년 12월 서울고등법원은 대형마트 영업제한이 위법이라고 판결했다. 영업규제가 전통시장에 도움이 안되고 소비자의 선택권을 제한한다고 봤기 때문이었다.[1]
상고심
2015년 11월 19일 대법원은 대형마트의 영업시간과 의무휴업일을 규제하는 것은 지자체의 재량권 남용이 아니라는 판결을 했다. 이 규제가 외국 기업의 국내 서비스 공급량 제한을 금지한 '서비스무역에 관한 일반협정(GATS)' 등 국제협정에 위배된다는 지적에 대해서는 "'국가와 국가' 사이의 권리·의무관계를 설정하는 조항으로서 특별한 사정이 없는 한 '사인'에 대해 효력이 직접 미치지 않는다"고 판단했다. 이 날 대법원 선고는 '경제규제 행정'의 재량이 어디까지인지 판단한 최초의 판례였다.[

## 참조
1. ↑  이현정 (2015년 11월 19일). “대법관 전원 "영업자유 본질적 침해 아니다…….공익이 더 중요"”. 《매일경제》. 2015년 11월 19일에 확인함.